# Видлица
Вѝдлица е село в Северозападна България. То се намира в община Георги Дамяново, област Монтана.

## История
Името на селото е дошло от първите заселници тук, мястото не се е виждало отникъде и оттук дошла думата „не види се“. По-късно частицата „не“ отпаднала и останало Видлица. В селото по време на социализъма е имало ТКЗС, отглеждали са се всякакви селскостопански животни – крави, овце, свине.

## География
Намира се в близост (на 3 км) до язовир „Огоста“, 12 км от гр. Монтана, 5 км от Лопушанския манастир, в непосредствена близост до терен с проект за развитие на голф игрище.
В селото има няколко чешми.
Разположено е в гориста местност и в район с голямо развитие на лозаро-винарството.

## Личности
- Стоян Сандов (1901 – 1975), български полицай, генерал-майор

1. ↑  www.grao.bg